# Dibolia rufofemorata
Dibolia rufofemorata es una especie de insecto coleóptero de la familia Chrysomelidae. Fue descrita científicamente en 1896 por Reitter.